# Alimpo

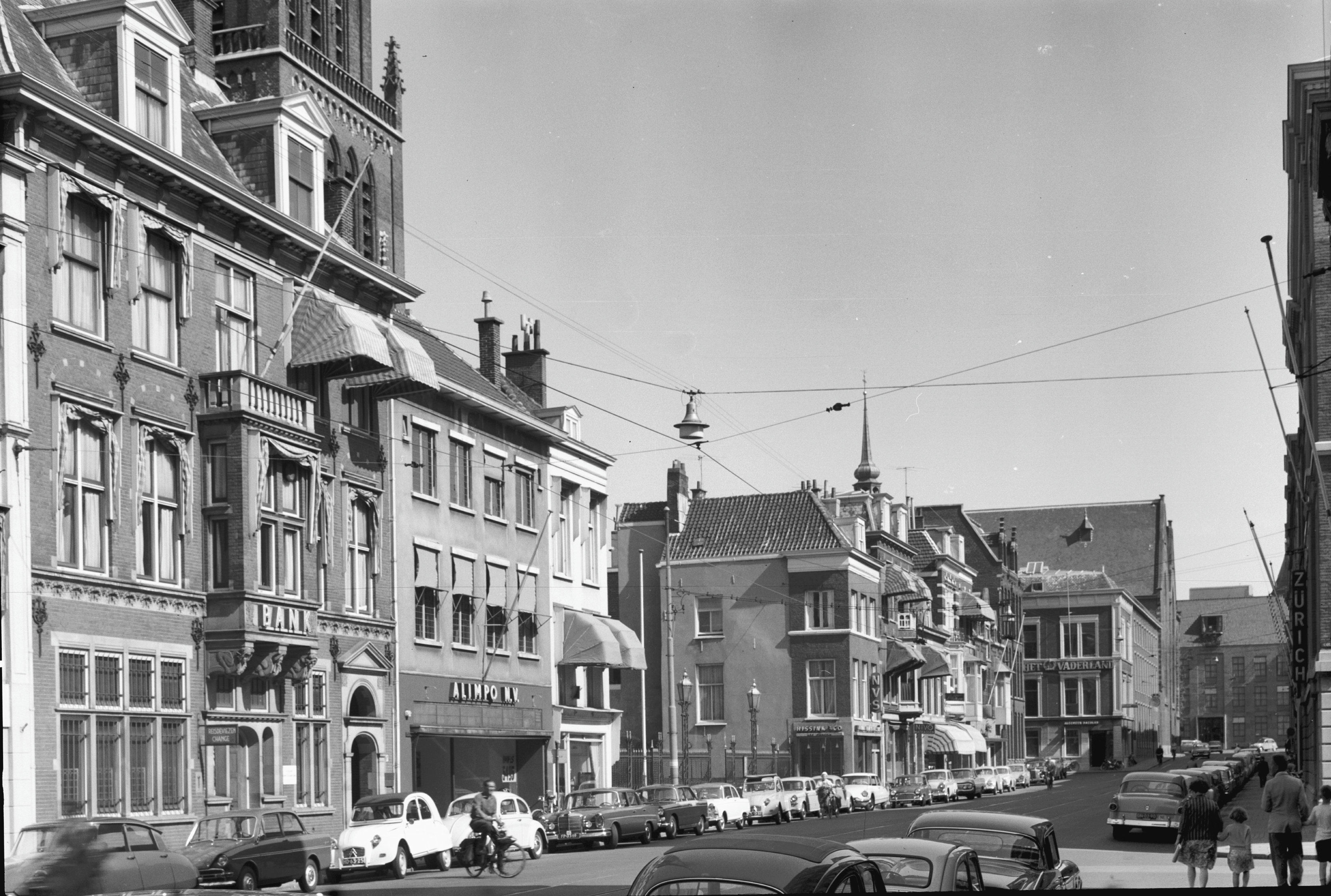
Vestiging van Alimpo aan de Parkstraat, 1963.

Alimpo N.V. (ook: Algemene Import Maatschappij Alimpo N.V.) was een Nederlandse organisatie in de automobielbranche, gevestigd in Den Haag en Ravenstein.

## Geschiedenis
Alimpo nam op 1 februari 1961 het BMW-importeurschap over van Hart Nibbrig & Greeve. Nadat de West-Duitse fabrikant Hans Glas GmbH werd overgenomen door BMW en de verkoop- en serviceafdelingen werden samengevoegd, nam Alimpo per 11 november 1966 de import van Glas-auto's over van Gremi. Het hoofdkantoor van Alimpo was gevestigd op Parkstraat 91a in Den Haag en vanaf 1967 was een showroom gevestigd op het adres Tournooiveld 1.

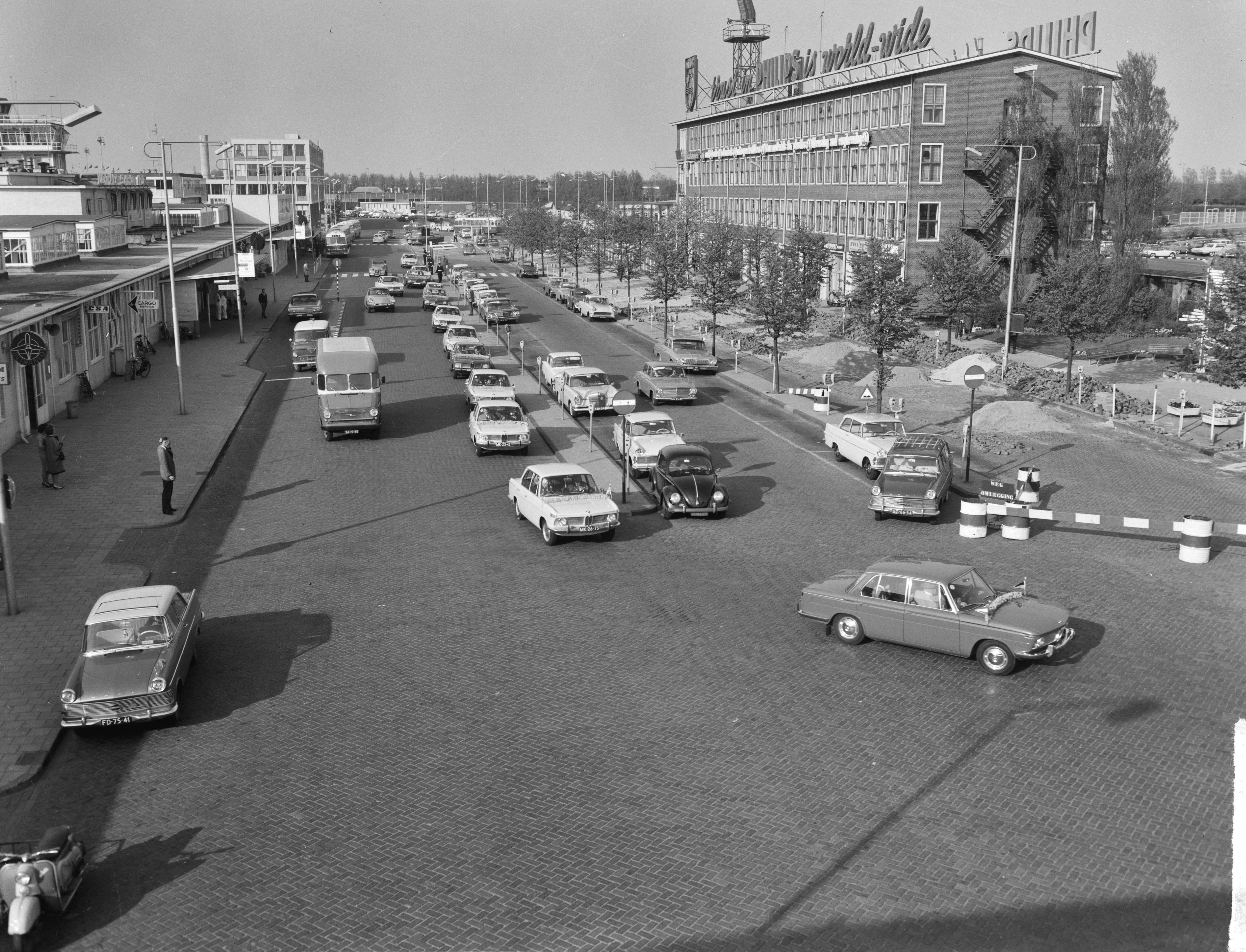
Een stoet BMW's van de nieuwe klasse voor de stationshal van Luchthaven Schiphol, foto in opdracht van Alimpo N.V., 7 mei 1963.

Na het kwijtraken van het Glas-importeurschap nam Gremi de import van Russische auto's over van Imoca en verplaatste die naar Groningen, waarna Alimpo op de vrijgekomen locatie aan de Stationssingel in Ravenstein het nationale distributiecentrum van BMW vestigde. Alimpo kocht het pand, sloopte het en bouwde er een nieuwe ruime showroom met een kleine assemblagefabriek.
In de jaren zeventig besloot BMW om in alle voor hen belangrijke landen eigen importbedrijven te stichten om zodoende marktontwikkelingen beter te kunnen volgen. Dit was ook van toepassing voor Nederland. Na overname door BMW AG in 1979 werd Alimpo omgedoopt in BMW Nederland B.V. waarbij het voltallige personeel de kans kreeg mee te gaan.